# Lista do Património Cultural Imaterial da Humanidade no Chile

A Organização das Nações Unidas para a Educação, a Ciência e a Cultura (UNESCO) propôs um plano de proteção ao patrimônio cultural do mundo, através da Convenção sobre o Patrimônio Cultural Imaterial da Humanidade, cujo processo de implementação teve início em 1997 e foi oficializado em 2003. Esta é uma lista do Patrimônio Cultural Imaterial existente no Chile, especificamente classificada pela UNESCO visando catalogar e proteger manifestações da cultura humana no país. O Chile ratificou a convenção em 10 de dezembro de 2008, tornando suas manifestações culturais elegíveis para inclusão na lista.
A manifestação cultural Práticas e conhecimentos tradicionais do tereré na cultura de pojhá ñaná foi a primeira manifestação do Chile incluída na lista do Patrimônio Cultural Imaterial da UNESCO por ocasião da 4.ª Sessão do Comitê Intergovernamental para a Proteção do Patrimônio Cultural Imaterial da Humanidade, realizada em Abu Dhabi (Emirados Árabes Unidos) em 2009. Desde a mais recente adesão à lista, o Chile totaliza 2 manifestações culturais classificadas como Patrimônio Cultural Imaterial.

## Bens imateriais
O Chile conta atualmente com as seguintes manifestações declaradas como Patrimônio Cultural Imaterial pela UNESCO:
| | Patrimônio cultural imaterial das comunidades aimarás na Bolívia, Chile e Peru |
| Bem imaterial inscrito em 2009. |                                                                                |
| Este bem é compartilhado com: Bolívia e Peru. |                                                                                |
| O projeto sub-regional proposto visa desenvolver medidas de salvaguarda para garantir a viabilidade das expressões orais, música e conhecimentos tradicionais (arte têxtil e tecnologias agrícolas) das comunidades aimarás da Bolívia (La Paz-Oruro-Potosí), Chile (Tarapacá- Arica-Parinacota-Antofagasta) e Peru (Tacna-Puno-Moquegua). As atividades, previstas para implementação ao longo de um projeto de cinco anos, são: (i) identificar e inventariar os saberes tradicionais e as tradições orais das comunidades aimarás nas áreas selecionadas, (ii) fortalecer a língua como veículo de transmissão do património cultural imaterial através da educação formal e não formal, (iii) promover e divulgar as expressões orais e musicais aimarás e (iv) reforçar os conhecimentos tradicionais relacionados com a produção de artes têxteis e técnicas agrícolas tradicionais. Essas quatro linhas de ação do projeto planejado foram estabelecidas como prioridades pelas comunidades aimarás nas diferentes fases de consulta e elaboração do projeto e serão implementadas com o pleno envolvimento das comunidades, orientadas pelos princípios da Convenção de 2003. O projeto pretende adotar como estratégia de trabalho a criação de uma rede sub-regional e internacional composta por indivíduos, comunidades, grupos, gestores culturais, especialistas, organizações indígenas, centros de pesquisa, ONGs e governos, para promover o intercâmbio de experiências, informações e treinamento em para fortalecer as capacidades na região. (UNESCO/BPI) |                                                                                |

| | Baile chino |
| Bem imaterial inscrito em 2014. |             |
| Bailes chinos são irmandades de músicos que expressam a sua fé através da música, da dança e do canto no contexto das festas comemorativas. A prática se estende principalmente da área conhecida como Norte Chico até a região central do Chile e compreende cinco estilos totalmente diferenciados, cada um com o nome do vale ou bacia onde é mais prevalente. Organizadas principalmente por homens da zona rural, as danças Baile Chino consistem em saltos e movimentos de flexão das pernas, executados ao ritmo de música instrumental isométrica tocada em tambores e flautas de origem pré-colombiana. O líder canta dísticos rimados memorizados ou improvisados em estrofes que contam histórias sagradas e abordam assuntos religiosos. Ele é acompanhado por igual número de músicos e dançarinos organizados em duas colunas simétricas. Um baterista lidera a coreografia e controla o ritmo da música. Cada grupo também possui uma porta-bandeira e guardiões, que geralmente são mulheres. A música, as danças e os dísticos são aprendidos através da observação direta, imitação e transmissão na família. Bailes Chinos são uma ferramenta de participação social que prestigia os envolvidos. Funcionam como um modelo de integração e coesão social a que subscreve quase toda a comunidade local, por um sentido de identidade e solidariedade. (UNESCO/BPI) |             |